# 鲁汶天主教大学 (法语)
鲁汶天主教大学（法語：Université catholique de Louvain，缩写为），常简称作鲁汶大学，有时亦称新鲁汶大学，是比利时最大的法语大学，位于专为该大学而建的新城新鲁汶，在布鲁塞尔、沙勒罗瓦、蒙斯、图尔奈和那慕爾亦有校区。1968年鲁汶天主教大学分裂，持荷兰语的部分留在鲁汶，组成荷兰语鲁汶天主教大学，持法语部分的则搬至新鲁汶，建立了本校。

## 历史沿革
鲁汶天主教大学建校以来一直以法语授课，自20世纪30年代起以荷兰语授课。1968年代开始学校再次受到政治影响，说荷兰语的教授和学生要求将说法语的人士赶出学校，两方发生严重冲突。当时的比利时首相保罗·范登布伊南茨不同意学校分裂，结果比利时政府中有八位弗拉芒族的大臣自主离职，导致内阁空虚；范登布伊南茨无力支撑局面，不得不宣布辞职。新大选之后，比利时政府最终作出裁决：鲁汶天主教大学一分为二。1970年，天主教鲁汶大学正式分裂成两所大学：荷兰语鲁汶天主教大学（简称荷语鲁汶）与法语鲁汶天主教大学（简称法语鲁汶）。前者留在原址，后者绝大部分系迁往新建的新鲁汶，其医学院迁往布鲁塞尔附近。

## 教学与研究
法语鲁汶天主教大学在研究和教学上拥有10个学院，50个系及200多个研究单位:
- 神学院 (Faculté de Théologie)
- 哲学院 (Faculté de Philosophie)
- 法学院 (Faculté de Droit)
- 政治经济社会科学院 (Faculté des Sciences Economiques, Sociales et Politiques)
- 文学院 (Faculté des Philosophie et Lettres)
- 心理学与教育学学院 (Faculté de Psychologie et des Sciences de l'éducation)
- 医学院 (Faculté de Médecine)
- 科学院 (Faculté des Sciences)
- 理工学院 (Faculté des Sciences Appliquées)
- 生态生物工程学院 (Faculté de l'Ingénierie Biologique, Agronomique et Environnementale)

## 著名校友
- 拉斐尔·科雷亚，厄瓜多尔前总统
- 瑪蒂爾德，比利時王后
- 安东尼奥·马斯卡雷尼亚斯·蒙特罗，佛得角首位民选总统
- 古斯塔沃·佩特罗，哥伦比亚总统
- 菲利普·范·帕里斯，比利时哲学家、经济学家
- ，马来西亚经济学家，前马来西亚首相署部长
- 孙和平，中国地球物理学家，大地测量学家，中国科学院大地测量和地球物理研究所研究员，2019年当选中国科学院地学部院士
- 陈祥宝，复合材料专家，中国工程院院士